# Автошлях E101
E101, Європейський маршрут E101 — європейський автошлях, що бере свій початок в Москві і закінчується в Києві. Довжина 850 кілометрів.
E101 є маршрутом федеральної автомагістралі М-3 «Україна» в Росії. В Україні починається на пропускному пункті Бачівськ у Сумській області. На території України збігається з автошляхомМ02 (Кіпті — Глухів — Бачівськ), а також із частиною автошляху М01 (ділянка Кіпті — Київ). E101 — одна з автодоріг, яка забезпечує пряме транспортне сполучення з Москвою, є відгалуженням Пан'європейського транспортного коридору № 9. У 2007 році в Україні проведена реконструкція ділянки автодороги М-02.

## Маршрут автошляху
Шлях проходить через такі міста:
- Росія: Москва — Калуга — Брянськ
- Україна: Глухів — Київ

Автошлях E101 проходить територією Росії та України.